# Konrad Lied
Konrad Lied (* 10. Dezember 1893 in Wiesbaden; † 8. Oktober 1957) war ein deutscher Politiker (FDP).

## Leben und Beruf
Nach dem Besuch der Volksschule absolvierte Lied eine Schlosserlehre und arbeitete anschließend als Geselle in Berlin. Daneben besuchte er Fachschulen und bildete sich in Abendkursen fort. Er leistete seit 1913 Wehrdienst, nahm von 1914 bis 1918 als Soldat am Ersten Weltkrieg teil und wurde bei der U-Boot-Waffe der Reichsmarine eingesetzt.
Lied arbeitete seit 1918 als Kfz-Schlosser in Wiesbaden, machte sich 1925 selbständig und bestand 1927 die Meisterprüfung. Er übernahm 1928 die Fachgruppe Kfz-Handwerk in der hessischen Schlosserinnung, wurde 1934 Obermeister der Kfz-Innung und 1945 Landesinnungsmeister für das Kfz-Handwerk.

## Partei
Lied war seit 1946 Mitglied der FDP.

## Abgeordneter
Lied war von 1950 bis 1954 Mitglied des hessischen Landtags.